# Formiato

Grupo formiato

Los formiatos o metanoatos son sales resultantes de la combinación del ácido fórmico con diversas bases y alcaloides. Algunos ejemplos son el formiato de hierro, de litina, de mercurio, de sodio, de potasio, de cocaína, de teobromina, de quinina o de amoníaco.
Se dice que obran como poderosos tónicos musculares tanto de los músculos estriados como de los lisos hasta el punto de evitar en cansancio y extinguirlo pronto. De ahí que se hayan recomendado contra la neurastenia y los estados adinámicos. También se han empleado como diuréticos. Son muy poco tóxicos y no producen hábito. Se han ensayado con buen resultado contra los temblores. Son incompatibles con los ácidos.
En cosmetología capilar, determinados formulaciones de formiato, consiguen asociarse con la cisteína del cabello de manera permanente, logrando la desnaturalización de la misma, inhibiendo su capacidad de generar puentes sulfuro. Así el cabello logra un aspecto alisado permanente, logrando un efecto restaurador e impermeable ante la humedad, suciedad y grasitud. Dicho proceso es definitivo e irreversible para el cabello tratado con productos sobre la base de este activo.
El formiato de etilo tiene un olor similar al ron y se utiliza para elaborar sustitutos baratos de aquel (conocidos como bebidas espirituosas secas).